# Xuanwu (Gottheit)

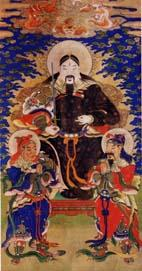
Xuanwu-Bildnis

Xuanwu (chinesisch 玄武神, Pinyin Xuánwǔ shén, Jyutping Jyun4mou5 san4 – „schwarzer Kriegsgott“) – weitere Bezeichnungen sind beispielsweise Dunkler Krieger, Wahrer Krieger, Kaiser Xuanwu, Kaiser Zhenwu bzw.  Kaiser des Nordens – gilt als eine der mächtigsten Gottheiten des Daoismus. Er wird von den Wudang-Kämpfern als ihr Schutzherr verehrt. Besonders in der Zeit der Song- und Ming-Dynastie war sein Kult verbreitet.
Xuanwu fungiert als Gottheit der Heilung und des Exorzismus. In der Han-Dynastie galt er kosmologisch als eines der vier Tiere der Himmelsrichtungen. Ikonographisch wurde er als Schlange, die sich um eine Schildkröte windet, dargestellt. Seine Korrespondenzen waren der Winter, das Wasser, die Farbe Schwarz und die Nördliche Himmelsgegend.
Später entwickelte er sich zu einer eigenständigen Gottheit, wahrscheinlich schon ab dem 7. Jahrhundert. In der Ming-Zeit hatte Xuanwu seine größte Bedeutung. Aus dieser Zeit stammt auch seine Ikonographie mit bloßen Füßen und offenen Haaren, die dem Aussehen von Geistermedien entspricht.

## Legende
Nach Lehrmeinung der Wudang-Mönche war Xuanwu eine Reinkarnation Laotses. Er soll als junger Prinz des Fürstentums „Jinle“ auf den Thron verzichtet haben und stattdessen Eremit am Wudang Shan geworden sein, wo er im Alter von 56 Jahren, nach 42 Jahren Meditation, vom Jadekaiser zum Unsterblichen erhoben wurde. Sein Geburtstag wird am 3. Tag des 3. Monats im chinesischen Lunisolarkalender geehrt.

## Weitere Bezeichnung
Die verschiedenen Bezeichnungen der daoistischen Gottheit werden im Alltag je nach Gewohnheit im chinesischen Kulturkreis verschieden bevorzugt genutzt. Sie soll nicht mit der schwarzen Schildkröte – Xuánwǔ (Norden) des Silings verwechselt werden, die jeweils einer Himmelsrichtung zugeordnet werden.
| Bezeichnung        | Langzeichen | Kurzzeichen | Pinyin           | Jyutping             | Bemerkung                                 |
| ------------------ | ----------- | ----------- | ---------------- | -------------------- | ----------------------------------------- |
| Dunkler Krieger    | 玄武神      | 玄武神      | Xuánwǔ shén      | Jyun4mou5 san4       | genauer „schwarzer Kriegsgott“            |
| Wahrer Krieger     | 真武神      | 真武神      | Zhēnwǔ shén      | Zan1mou5 san4        | genauer „wahrer Kriegsgott“               |
| Ursprungskrieger   | 元武神      | 元武神      | Yuánwǔ shén      | Jyun4mou5 san4       | genauer „Kriegsgott des Ursprungs“        |
| Xuantian Shangdi   | 玄天上帝    | 玄天上帝    | Xuántiān shàngdì | Jyun4tin1 soeng6dai3 | „Höchste Gottheit im Mysteriösen Himmel“  |
| Kaiser Xuanwu      | 玄武大帝    | 玄武大帝    | Xuánwǔ dàdì      | Jyun4mou5 daai6dai3  | „Höchste Gottheit Xuanwu“                 |
| Kaiser Zhenwu      | 真武大帝    | 真武大帝    | Zhēnwǔ dàdì      | Zan1mou5 daai6dai3   | „Höchste Gottheit Zhenwu“                 |
| Kaiser des Polaris | 北極大帝    | 北极大帝    | Běijí dàdì       | Bak1gik6 daai6dai3   | „Kaiser des Nordpolarsterns“              |
| Kaiser des Nordens | 北帝        | 北帝        | Běidì            | Bak1dai3             | „Nördlicher Kaiser“ bzw. „Nordkaiser“     |
| Dunkler Kaiser     | 玄帝        | 玄帝        | Xuándì           | Jyun4dai3            | „Schwarzer Kaiser“                        |
| Schwarzer Kaiser   | 黑帝        | 黑帝        | Hēidì            | Hak1dai3             | „Schwarzer Kaiser“                        |
| Diye               | 帝爺        | 帝爷        | Dìye             | Dai3je4              | „Höchster Ehrwürdiger“ – ugs. Bezeichnung |
| Diyegong           | 帝爺公      | 帝爷公      | Dìyegōng         | Dai3je4gung1         | „Höchster Ehrwürdiger“ – ugs. Bezeichnung |
| Shangdiye          | 上帝爺      | 上帝爷      | Shàngdìye        | Soeng6daai6je4       | „Höchster Ehrwürdiger“ – ugs. Bezeichnung |
| Shangdigong        | 上帝公      | 上帝公      | Shàngdìgōng      | Soeng6daai6gung1     | „Höchster Ehrwürdiger“ – ugs. Bezeichnung |
| Da Laoye           | 大老爺      | 大老爷      | Dà Lǎoye         | Daai6 Lou5je4        | „Alter Ehrwürdiger“ – ugs. Bezeichnung    |